# Tomasz Rząsa
Tomasz Mariusz Rząsa (Krakkó, 1973. március 11. –) lengyel válogatott labdarúgó.

## Pályafutása

### Klubcsapatban
1992 és 1995 között a Sokół Pniewy csapatában játszott. 1995-ben Svájcba igazolt a Grasshoppershez és első idénye végén bajnoki címet szerzett. 1996-ban a Lugano játékosa volt, majd visszatért a Grasshoppershez. 1997-ben rövid ideig a Young Boys labdarúgója volt. 1997-től 2003-ig Hollandiában játszott a De Graafschap (1997–99) és a Feyenoord (1999–03) együttesében. Utóbbival 2002-ben megnyerte az UEFA-kupát. A 2003–04-es szezonban a szerb Partizan Belgrád csapatában játszott. majd visszatért Hollandiába a Heerenveenhez, ahol szintén egy évet töltött. A 2005–06-os idényben az ADO Den Haagot erősítette. 2006 és 2008 között Ausztriában a Ried játékosa volt.

### A válogatottban
1994 és 2006 között 36 alkalommal szerepelt a lengyel válogatottban és 1 gólt szerzett. Részt vett a 2002-es világbajnokságon, a Portugália elleni csoportmérkőzésen csereként kapott lehetőséget. A Dél-Korea és az Egyesült Államok elleni találkozón nem lépett pályára.

## Sikerei, díjai
Grasshoppers
- Svájci bajnok (1): 1995–96

Feyenoord
- UEFA-kupa győztes (1): 2001–02
- Holland szuperkupagyőztes (1): 1999

## Külső hivatkozások
- Tomasz Rząsa adatlapja a National-Football-Teams.com oldalon (angolul)

- Tomasz Rząsa (angol nyelven). FootballDatabase.eu
- Tomasz Rząsa (angol nyelven). eu-football.info
- Tomasz Rząsa (lengyel nyelven). 90minut.pl
- Tomasz Rząsa (német nyelven). kicker.de
- Tomasz Rząsa adatlapja a worldfootball.net oldalon (angolul)